# Bohové Zeměplochy

Bohové Zeměplochy uvádí seznam bohů, vyskytujících se v zeměplošské sérii knih britského spisovatele Terryho Pratchetta.
Bohové na ploché Zeměploše sídlí v jejím středu na vrcholu Cori Celesti, nejvyšší hory Plochy. Neustále válčí s obry kvůli půjčenému vysavači a sekačce na trávu, i když už není jasné, kdo od koho si co půjčil. Kromě bohů existují ještě tzv. Oh Bohové.

## Seznam
- Bast – bůh věcí zanechaných na zápraží nebo napůl ohlodaných postelí
- Bibulous – bůh vína a věcí napíchnutých na klacík
- Blionýza – bohyně těch, kterým je špatně
- Dáma – bohyně, jejíž jméno nesmí být vysloveno. Vystupuje v knihách Barva kouzel, Zajímavé časy a Poslední hrdina
- Dotčena – bohyně věcí, které se vzpříčí v zásuvkách.
- Glotkin – lokální bůh, patron sponek na papír, správného umístění věcí v kancelářských sadách na psacích stolech a zbytečné kancelářské práce
- Libercia – bohyně moře, jablečného koláče, jistých druhů zmrzliny a krátkých provázků
- Nachmitakia – bohyně odpoledne
- Offler – bůh s krokodýlí hlavou, krokodýlí bůh
- Om – Velký bůh Om, omnipotentní, omniprezentní a omni, omni, omni... Bůh Omniánské říše, klidný bůh, tedy velice populární, protože nic nedělá, i kdyby mohl!
- Patina – bohyně moudrosti
- Slepý Io – hlavní bůh, pán hromů a blesků
- Topaxi – bůh jistých druhů hub, velkých nápadů, které si zapomenete napsat a nikdy už si na ně nevzpomenete, a navíc lidí, kteří tvrdí, že slovo hub a bůh je vlastně totéž čteno pozpátku a že to má velké pozadí
- Urika – bohyně sauny, sněhu a divadelních představení určených méně než 200 návštěvníkům
- Vínopij – bůh vína a hýření (ale nikdy nemá kocovinu , kterou za něj odnáší jeho opak – Žlučoblij)
- Vypuďvan – bůh větrů
- Žlučoblij – Oh Bůh Kocoviny, vznikl a vystupuje v díle Otec prasátek